# Back to School (Mini Maggit)
«Back to School (Mini Maggit)» (с англ. — «Обратно в школу (Мелкий трёп)») — песня американской альтернативной метал группы Deftones, выпущенная как сингл 12 марта 2001 года на звукозаписывающем лейбле Maverick Records. Песня представляет собой альтернативную версию композиции «Pink Maggit» с альбома 2000 года White Pony. Вскоре после первоначального выпуска альбома, после долгих споров с лейблом, White Pony был переиздан с новой обложкой и включённым на первое место «Back to School (Mini Maggit)» в списке композиций альбома.
«Back to School (Mini Maggit)» был выпущен в двух вариациях: как сингл и как миньон. В виде сингла «Back to School (Mini Maggit)» был выпущен раньше, чем в виде EP.

## О песне
Вокалист Чино Морено сказал: 

Этот альбом (переиздание White Pony, прим. автора) — это не тот альбом, который нам надо было сделать для лейбла. Нас волновало записать этот альбом. И мы это сделали. Потом лейбл уговорил нас переиздать его с другой песней, и не то чтобы я был против этой песни или чего-то ещё, но мне понравилась последовательность, которая была у нас на изначальной версии записи. Когда вышла эта версия, маленькая частичка внутри каждого из нас почувствовала: «Проклятие! Мы просто полностью пошли на компромисс». И я знаю, что многие наши фанаты тоже чувствовали себя плохо из-за этого.
Группа также выразила особое сожаление по поводу присутствия «Back to School» в переиздании альбома, как заявил Морено в интервью немецкому рок-журналу Visions: 

«Back to School» был ошибкой. Продуманная песня, которая была создана только с одной целью: она должна быть синглом. <…> «Back to School» был выпущен, потому что я был идиотом. Я хотел что-то доказать звукозаписывающей компании. Несколько месяцев спустя, после выхода White Pony, они хотели, чтобы мы сделали новую версию «Pink Maggit». Они сказали, что мы потеряли нашу тяжесть, и на альбоме больше не было синглов. Сначала я хотел засунуть эту идею себе в задницу, но потом подумал: «Я собираюсь показать этим ублюдкам, как легко создать хит-сингл». И поэтому я добавил партию речитатива в эту песню, затем мы сократили её, и полчаса спустя хит-сингл был готов к выпуску.

## Список композиций
Все тексты песен написаны Чино Морено, композиторы — Deftones.
| №  | Название                       | Длительность |
| -- | ------------------------------ | ------------ |
| 1. | «Back to School (Mini Maggit)» | 3:57         |
| 2. | «Nosebleed (Live)»             | 4:21         |
| 3. | «Teething (Live)»              | 3:10         |

| №  | Название                                    | Длительность |
| -- | ------------------------------------------- | ------------ |
| 1. | «Back to School (Mini Maggit)»              | 3:57         |
| 2. | «Feiticeira (Live)»                         | 3:10         |
| 3. | «Back to School (Mini Maggit) (Live)»       | 3:57         |
| 4. | «Nosebleed (Live)»                          | 4:21         |
| 5. | «Teething (Live)»                           | 3:10         |
| 6. | «Change (In the House of Flies) (Acoustic)» | 4:59         |
| 7. | «Pink Maggit»                               | 7:32         |
| 8. | «White Pony EPK (Short Version)»            | 8:35         |

## Участники записи
Deftones
- Чино Морено — вокал, ритм-гитара
- Стивен Карпентер — соло-гитара
- Чи Ченг — бас-гитара
- Фрэнк Делгадо — семплы, турнтаблизм
- Эйб Каннингем — барабаны

## Чарты
| Чарт (2000 г.)                      | Позиция в чарте |
| ----------------------------------- | --------------- |
| Португалия (AFP)                    | 1               |
| США (Billboard Alternative Airplay) | 27              |
| США (Billboard Mainstream Rock)     | 35              |